# Książenice (gromada)
Książenice – dawna gromada, czyli najmniejsza jednostka podziału terytorialnego Polskiej Rzeczypospolitej Ludowej w latach 1954–1972.
Gromady, z gromadzkimi radami narodowymi (GRN) jako organami władzy najniższego stopnia na wsi, funkcjonowały od reformy reorganizującej administrację wiejską przeprowadzonej jesienią 1954 do momentu ich zniesienia z dniem 1 stycznia 1973, tym samym wypierając organizację gminną w latach 1954–1972.
Gromadę Książenice z siedzibą GRN w Książenicach utworzono – jako jedną z 8759 gromad na obszarze Polski – w powiecie grodziskomazowieckim w woj. warszawskim, na mocy uchwały nr VI/10/4/54 WRN w Warszawie z dnia 5 października 1954. W skład jednostki weszły obszary dotychczasowych gromad Kady, Książenice, Marynin "B" i Opypy ze zniesionej gminy Grodzisk w powiecie grodziskomazowieckim oraz obszar dotychczasowej gromady Siestrzeń ze zniesionej gminy Nadarzyn w powiecie pruszkowskim (woj. warszawskie). Dla gromady ustalono 13 członków gromadzkiej rady narodowej.
31 grudnia 1959 z gromady Książenice wyłączono wieś Siestrzeń, włączając ją do gromady Żabia Wola w tymże powiecie, po czym gromadę Książenice zniesiono a jej (pozostały) obszar włączono do nowo utworzonej gromady Grodzisk tamże.